# Heinrich Schmidt (Komponist, 1861)
Heinrich Schmidt (* 30. April 1861 in Kirchenlamitz; † 23. Mai 1923 in Bayreuth) war ein deutscher Komponist, Musikwissenschaftler und Musikpädagoge.

## Leben und Werk
Heinrich Schmidt war Schüler der Königlichen Musikhochschule in München. Er wirkte später selbst viele Jahre als Musikseminarlehrer und -leiter am Bayreuther Lehrerseminar.
Er verfasste 1897 die Dissertation Johann Mattheson, ein Förderer der deutschen Tonkunst, im Lichte seiner Werke, Musikgeschichtliche Skizze. (Leipzig, Breitkopf und Härtel).  Als Musikwissenschaftler verfasste er unter anderem Die Orgel unserer Zeit in Wort und Bild – Ein Hand- und Lehrbuch der Orgelbaukunde (1904), Der Chorgesang für Mittelschulen, Der Männerchor auf natürlicher Grundlage (1913), Der gemischte Chor auf natürlicher Grundlage (1920) sowie Richard Wagner in Bayreuth: Erinnerungen (Leipzig 1909).
Er fungierte als Herausgeber für das Werk Das Streichorchester für Mittelschulen, in dem er Transkripte klassischer Musik für Streichorchester an Schulen veröffentlichte.
Als Komponist schrieb Heinrich Schmidt Orgelkonzerte, Chöre und Lieder. Orgelkompositionen von Heinrich Schmidt sind unter anderem in dem Werk: Alban Lipp: Orgelalbum bayrischer Lehrerkomponisten. (Wien 1904) enthalten. Er komponierte die Musik zu dem Festspiel Die Losburg auf einen Text von Ludwig Hacker, das bei den Luisenburg-Festspielen ab 1890 gespielt wurde, und verfasste ein Festspiel über die Landshuter Hochzeit sowie das Spiel des Further Drachenstichs, das zwischen 1922 und dem Zweiten Weltkrieg gespielt wurde.